# UFC on ESPN: Blanchfield vs. Fiorot
UFC on ESPN: Blanchfield vs. Fiorot (conosciuto anche come UFC on ESPN 54) è stato un evento di arti marziali miste tenuto dalla Ultimate Fighting Championship il 30 marzo 2024 alla Boardwalk Hall di Atlantic City, negli Stati Uniti.

## Risultati
|                  | Divisione                |                    |                 |                  | Metodo                                          | Round           | Tempo           | Premio          |
| Card Principale  | Card Principale          | Card Principale    | Card Principale | Card Principale  | Card Principale                                 | Card Principale | Card Principale | Card Principale |
| ---------------- | ------------------------ | ------------------ | --------------- | ---------------- | ----------------------------------------------- | --------------- | --------------- | --------------- |
|                  | Pesi mosca femminili     | Manon Fiorot       | batte           | Erin Blanchfield | Decisione unanime (50–45, 50–45, 50–45)         | 5               | 5:00            |                 |
|                  | Pesi welter              | Joaquin Buckley    | batte           | Vicente Luque    | KO tecnico (pugni)                              | 2               | 3:17            |                 |
|                  | Pesi medi                | Chris Weidman      | batte           | Bruno Silva      | Decisione tecnica unanime (30–27, 30–27, 30–27) | 3               | 2:18            |                 |
|                  | Pesi medi                | Nursulton Ruziboev | batte           | Sedriques Dumas  | KO tecnico (pugni)                              | 1               | 3:18            |                 |
|                  | Pesi piuma               | Kyle Nelson        | batte           | Bill Algeo       | KO tecnico (pugni)                              | 1               | 4:00            |                 |
|                  | Pesi welter              | Chidi Njokuani     | batte           | Rhys McKee       | Decisione non unanime (28–29, 30–27, 30–27)     | 3               | 5:00            |                 |
| Card Preliminare |                          |                    |                 |                  |                                                 |                 |                 |                 |
|                  | Pesi piuma               | Nate Landwehr      | batte           | Jamall Emmers    | KO (pugni)                                      | 1               | 4:43            | POTN            |
|                  | Pesi paglia femminili    | Virna Jandiroba    | batte           | Loopy Godinez    | Decisione non unanime (29–28, 29–28, 30–27)     | 3               | 5:00            |                 |
|                  | Catchweight (147.25 lbs) | Julio Arce         | batte           | Herbert Burns    | KO tecnico (pugni)                              | 2               | 2:00            |                 |
|                  | Pesi piuma               | Dennis Buzukja     | batte           | Connor Matthews  | KO tecnico (pugni)                              | 3               | 0:22            | POTN            |
|                  | Pesi mediomassimi        | Ibo Aslan          | batte           | Anton Turkalj    | KO tecnico (pugno)                              | 3               | 1:32            | FOTN            |
|                  | Pesi medi                | Jacob Malkoun      | batte           | Andre Petroski   | KO tecnico (calcio al corpo)                    | 2               | 0:39            |                 |
|                  | Pesi gallo               | Caolán Loughran    | batte           | Angel Pacheco    | Decisione unanime (30–27, 30–27, 30–26)         | 3               | 5:00            |                 |

## Premi
I lottatori premiati ricevettero un bonus di 50.000 dollari.
Legenda:
- FOTN: Fight of the Night (vengono premiati entrambi gli atleti per il miglior incontro dell'evento)
- POTN: Performance of the Night (viene premiato il vincitore per la migliore performance dell'evento)